# Деев, Николай Михайлович
Николай Михайлович Деев (?—1863) — оренбургский купец.

## Биография
Сын купца-основателя торгового дома, родился в Оренбурге и с самых юношеских лет имел постоянное сношение с киргизами и прекрасно изучил их язык и обычаи. После смерти своего отца (Михаила Степановича), продолжал его дело, причём преимущественно вёл меновую торговлю с кочевниками Зауральских степей и закрепил торговую связь России с полудикими кочевыми племенами. Среди киргиз, а впоследствии и в Хиве, Деев пользовался огромной популярностью и доверием, и имел большое влияние на ордынских ханов.
Его услугами постоянно пользовались и русские власти: так, он сопутствовал экспедициям Обручева и Перовского, начиная с 1847 г., с занятия низовьев Сыра и до 1855 г. в походе на Эмбу.
Во время этой экспедиции Деев, по назначению Перовского, наблюдал за скотом, и почти все 120000 голов разного скота были выгодно проданы, тогда как до него наблюдавшие за скотом особые должностные лица из чиновников показывали скот павшим, тайно продавая его киргизам.
Терентьев сообщает про вскрытие незаконной спекуляции в компании с Станиславом Циолковским казёнными верблюдами, предназначенными для зимнего похода в Хиву (1839—1840 гг.).
В 1853 г. Деев участвовал в походе на Ак-Мечеть (форт Перовский) и был контужен кокандским ядром, за что получил на шею золотую медаль. Не было ни одного русского посольства в Средне-Азиатские владения, которое бы обошлось без содействия Деева, и часто он являлся посредником для достижения дипломатических целей между Россией и Средне-Азиатскими ханами. Такую же пользу принёс Деев на поприще благотворительности.
Им основана была больница в Оренбурге и две лечебницы, два приходских училища, училище для девочек, приюты для старых женщин; кроме того, он состоял членом многих благотворительных обществ.
В Оренбургской губернии туземцы-помещики считали невыполнимою вещью обработку земель, плохо орошаемых водою; Деев скупал земли и, не оставляя торгового дела, культивировал их, в чём приобрёл позднее много последователей-туземцев.
Не получив школьного образования, он был одарён природным умом, много читал и сделал немало археологических вкладов в Императорское русское археологическое общество, за что и был избран членом-соревнователем его.
В благодарность за эту честь Деев предоставил обществу денежную премию за лучшую из выполненных задач: «О древностях Сыр-Дарьинского края». Скончался 19 ноября 1863 г.

## Источник
- Русский биографический словарь: В 25 т. / под наблюдением А. А. Половцова. 1896—1918.